# Ingeborg von der Lippe Konow

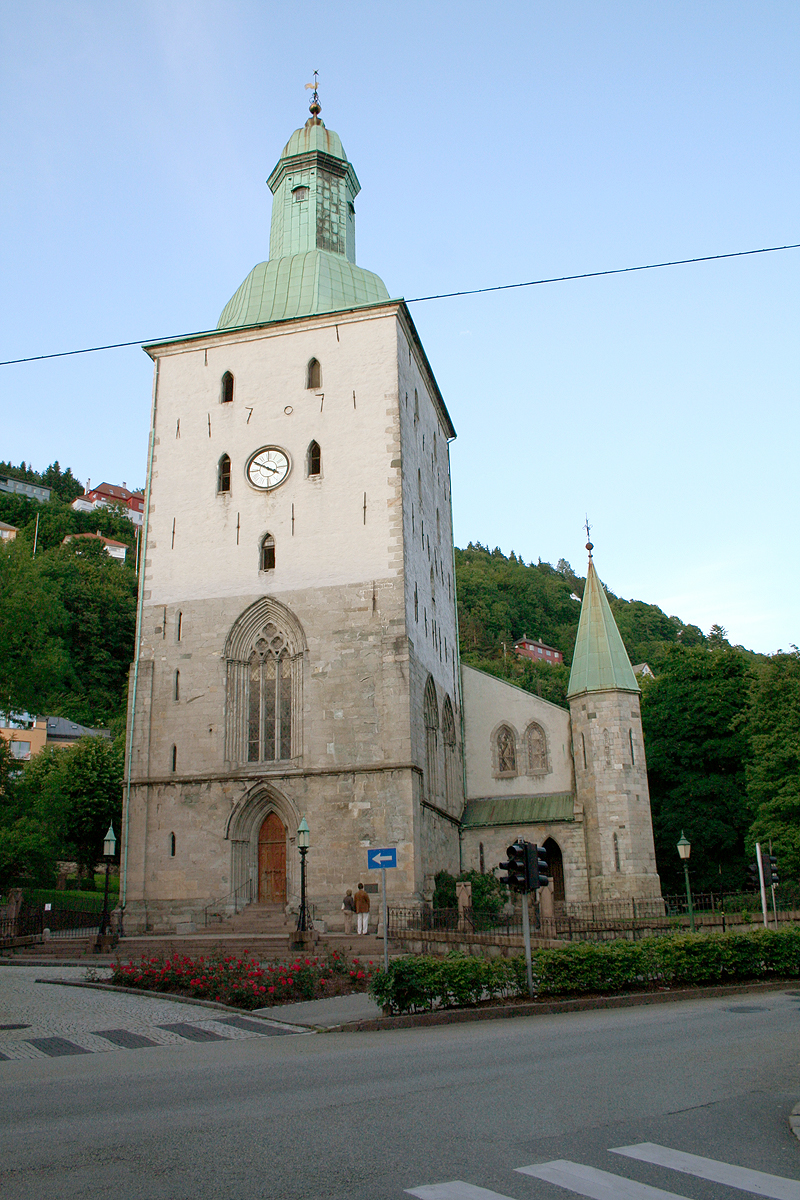
Dom zu Bergen, in dem Ingeborg von der Lippe am 1. Dezember 1887 Fredrik Ludvig Konow heiratete

Ingeborg von der Lippe Konow
Digitalmuseum.

Link zum Bild

Ingeborg von der Lippe Konow (* 24. Mai 1860 in Stavanger; † 30. September 1929 in Hop bei Bergen) war eine norwegische Kinderbuchautorin und Übersetzerin.

## Familie
Ingeborg von der Lippe war das älteste Kind von Conrad Fredrik von der Lippe und Johanne Louise Caroline geborene Voigt. Ihr Vater war Architekt, bygningsinspektør (Bauinspektor) in Stavanger und ab 1870 stadskonduktør (Stadtbaudirektor) in Bergen. Die Mutter stammte aus Darmstadt und war Tochter eines Hauptmanns in der Großherzoglich Hessischen Armee. Der Großvater Jacob von der Lippe war Bischof von Kristiansand und Parlamentspräsident.
Ingeborgs jüngere Geschwister waren Ludvig Voigt (* 1863), Johanna Marie Gerhardine (* 1866), Jacob (* 1870) und Jens Andreas Holmboe (* 1877). Ludvig Voigt stürzte als Sechsjähriger aus einem Boot und ertrank. Bruder Jacob (Jakob) wurde Schauspieler und durch Hanna Castberg Vater von drei bekannten Söhnen, dem Theaterdirektor Frits von der Lippe, dem kommunistischen Politiker Just Lippe und dem Keramikkünstler Jens von der Lippe.
Am 1. Dezember 1887, mit 27 Jahren, heiratete Ingeborg im Dom zu Bergen den Obergerichtsrat Fredrik Ludvig Konow (* 1843) und führte seither den Namen Ingeborg von der Lippe Konow. Die Ehe war kurz; ihr Mann starb nach nur zwei Wochen.

## Karriere
Ihr Erstlingswerk erschien 1889; Barnedage (Kindertage) schildert in einzelnen Geschichten ihre eigene Kindheit in einer wohlhabenden bürgerlichen Familie im Vestlandet, der Region um Bergen und Stavanger, in der sie aufwuchs. Aus eigenem Erlebnis beschreibt sie, wie es ist, ein Kind in einer Erwachsenenwelt zu sein und sich in eine streng geregelte Schulumgebung einfügen zu müssen, nachdem sie es gewohnt war, auf Bäume zu klettern und sich mit den Nachbarsjungen zu prügeln. Das erfolgreiche Buch wurde 1894 ins Schwedische und 1897 ins Englische übersetzt.
Neben den Schicksalen von Kindern werden auch jene der Tiere einfühlsam behandelt, in Om Børn og Dyr (Über Kinder und Tiere) aus dem Jahr 1892 (Erweiterte Neuauflage 1922) und in Fattigstjernen – Fortællinger om Barn og Dyr (Der arme Stern – Geschichten über Kinder und Tiere) zwanzig Jahre später (1910, erweiterte Neuauflage 1922).
Mengenmäßig werden Ingeborg von der Lippe Konows eigene Werke von ihren Übersetzungen noch übertroffen. Sie hat rund 100 Bücher für Kinder und Erwachsene aus dem Englischen und Deutschen übersetzt, darunter Erfolgsromane wie Robert Louis Stevensons Treasure Island (erste Übersetzung ins Norwegische, 1910) oder Frances Hodgson Burnetts Little Lord Fauntleroy (1910). Von dem steirischen Dichter Peter Rosegger – 1913 für den Literaturnobelpreis nominiert – übersetzte sie Waldheimat und Die Schriften des Waldschulmeisters.
Ingeborg von der Lippe Konow war wie ihre Schwägerin Hanna Castberg Frauenrechtlerin und ein wichtiges Mitglied der Bergener Sektion des 1904 gegründeten Norske Kvinners Nasjonalråd (Norwegischer Nationaler Frauenrat).

## Bücher als Verfasserin
- Barnedage. (Kindertage.) Giertsen, Bergen 1889.
  - Schwedische Übersetzung: I Barnaåren. 1894.
  - Englische Übersetzung mit Erweiterungen: Sma' folk and bairn days. 1897.
- Om Børn og Dyr – Fortællinger. (Über Kinder und Tiere. Geschichten.) Giertsen, Bergen 1892. (Digitalisat)[12]
  - neue erweiterte Auflage 1922 unter dem Titel Fortællinger om Barn og Dyr.
- De tolv Maaneder. (Die zwölf Monate.) Giertsen, Bergen 1894. (Digitalisat)[13]
- Billeder fra Afrika – efter Afrikareisendes fortællinger og skildringer. (Bilder aus Afrika – aus den Geschichten und Berichten von Afrikareisenden.) Aktieforlaget, 1898. (Digitalisat)[14]
- Smaafolk – Skisser fra Barnelivet. (Smaafolk – Skizzen aus der Kindheit.) Grieg, Bergen 1899.
- Hos Sæims-presten – en fortelling om et Barn. (Mit dem Pfarrer von Sæims – eine Geschichte über ein Kind.) Aschehoug, Kristiania 1906.
- Fattigstjernen – Fortællinger om Barn og Dyr. (Der arme Stern – Geschichten über Kinder und Tiere.) Nygaard, Bergen 1910.
  - neue erweiterte Ausgabe 1922 mit dem Titel Fortællinger om Barn og Dyr.

## Bücher als Übersetzerin (Auswahl)
- Aus dem Englischen:
  - Oscar Wilde: The Ballad of Reading Gaol. 1898. Norwegisch: De profoundis. Sangen om Reading fengsel. 1915.[15]
  - Elizabeth Barrett Browning: Sonnets from the Portuguese. 1850. Norwegisch: Kjærlighetssonetter. 1922.[16]
  - Robert Louis Stevenson: Treasure Island. Norwegisch: Sjørøverøen. 1900. (Erste Übersetzung ins Norwegische).[8]
  - Frances Hodgson Burnett: Little Lord Fauntleroy. 1886. Norwegisch: Lille Lord Fauntleroy. 1910.[9]
- Aus dem Deutschen:
  - Johann Wolfgang von Goethe: Egmont. 1788. Norwegisch: Egmont. Sørgespil i fem Akter. 1898.[17]
  - Peter Rosegger: Waldheimat. 1877. Norwegisch: Historier fra Skogene. 1901.[10]
  - Peter Rosegger: Die Schriften des Waldschulmeisters. 1875. Norwegisch: Skolemesterens optegnelser.[10]